# Keohwa
Keohwa, Ltd. était un constructeur de Jeeps basé à Séoul, en Corée du Sud, sous licence, principalement pour les marchés d'exportation. Son prédécesseur était la coentreprise d'assemblage Jeep de Shinjin Motors et d'American Motor Corporation (AMC), créée en 1974. Elle a été scindée en tant qu'entreprise indépendante en 1981, après qu'AMC a quitté l'entreprise et retiré l'autorisation d'utiliser la marque Jeep. En 1983, les Jeeps de Keohwa ont commencé à être nommées "Korando". En 1984, Keohwa a été acquise par Dong-A Motor, le prédécesseur de Ssangyong Motor.

## Modèles

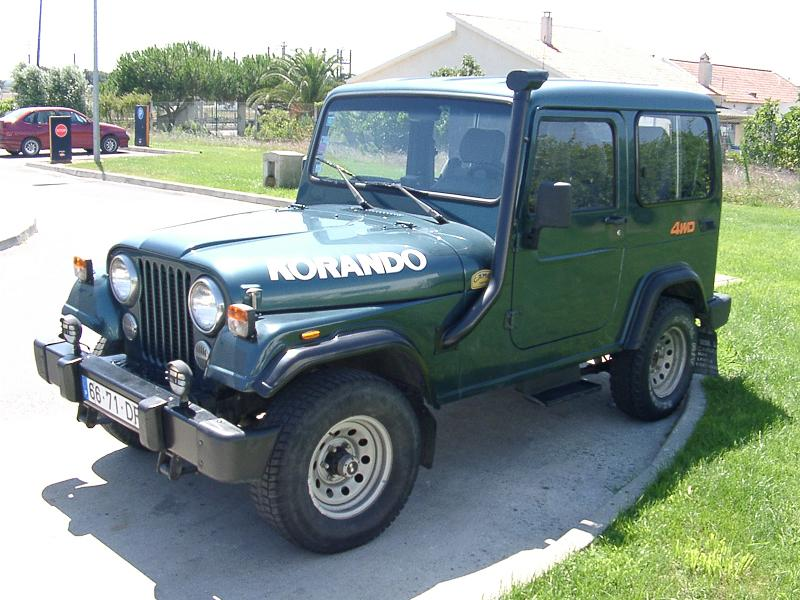
Keowha Korando.

Contrairement à Kia, qui a également produit des véhicules Jeep, Keowha a produit des copies exactes, ainsi que ses propres variantes de ce qui suit:
- CJ 5 & 6, plus tard sous le nom de Korando
- M-715

## Voir également
- Asia Motors, un autre fabricant de jeep sud-coréen
- Liste des constructeurs automobiles coréens